# Ornithodoros turicata
Ornithodoros turicata är en fästingart som beskrevs av Dugès 1876. Ornithodoros turicata ingår i släktet Ornithodoros och familjen mjuka fästingar. Inga underarter finns listade i Catalogue of Life.